# COBRA (РЛС)

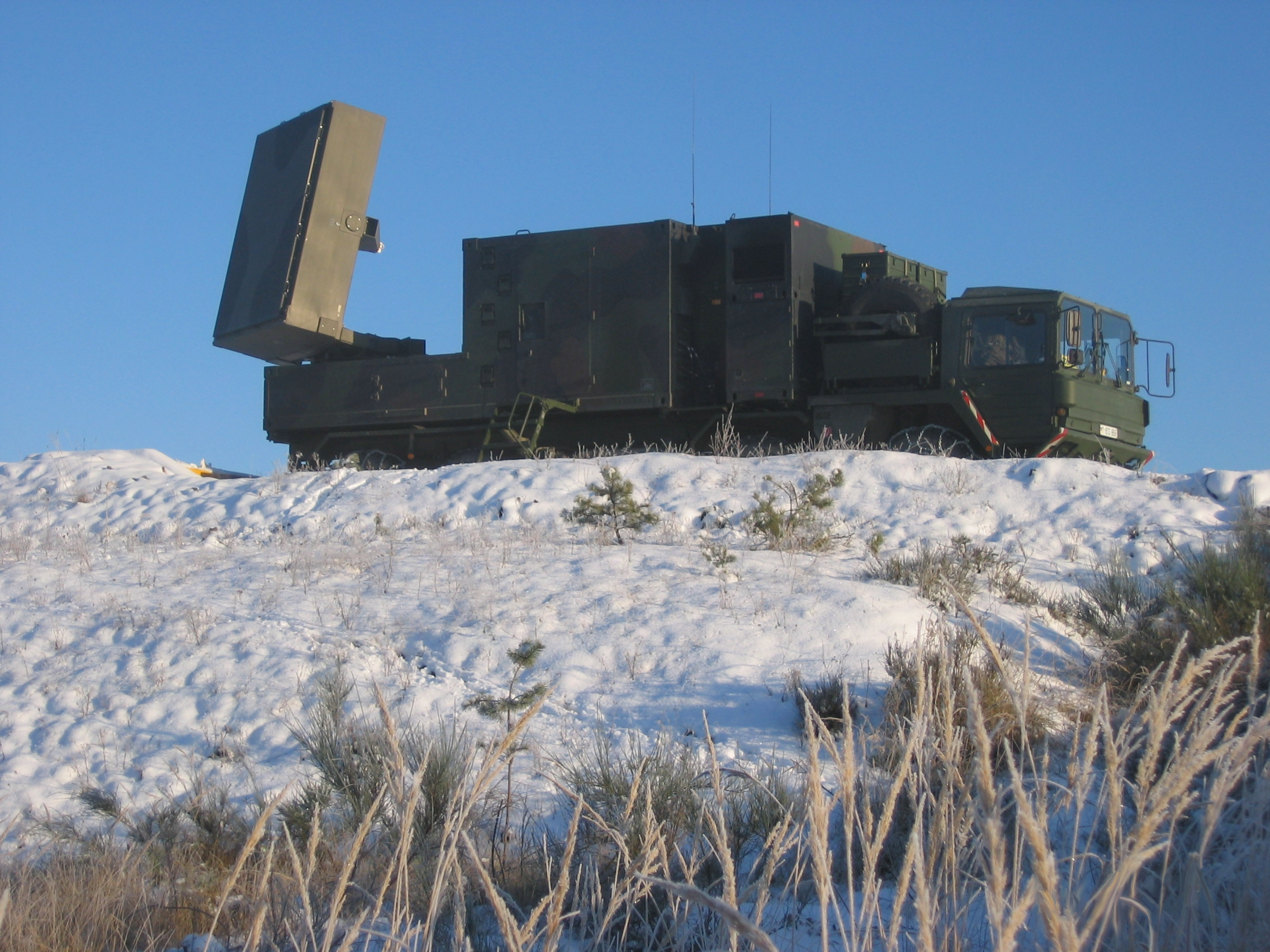
РЛС COBRA на шаcси MAN, Бундесвер, 2005 г.

РЛС COBRA (англ. COunter Battery RAdar) - радиолокационная станция контрбатарейной борьбы. Обеспечивает  определение координат позиций артиллерийских средств противника, миномётных батарей, а также самодельных ракетных установок террористических групп. 
Кроме того, РЛС может рассчитывать точки падения снарядов и ракет, что позволяет корректировать огонь своих подразделений, а также оповещать их об угрозе огневого поражения.
Разработана консорциумом компаний EADS Defence & Securіty, Thales Group, Airbus Defence and Space и Lockheed Martin для Бундесвера. 

Кроме Германии, РЛС закупили Франция, Великобритания, Турция.

## Характеристики
РЛС COBRA оснащена плоской активной фазированной антенной решёткой.
Дальность обнаружения:
- Артснаряды: до 100 км.
- Ракеты: до 300 км (для тактических ракет).
- Максимальная производительность  - обнаружение 40 огневых позиций за 2 минуты.  Время развёртывания - 10 минут. Экипаж РЛС - 3(4) чел.

## Галерея

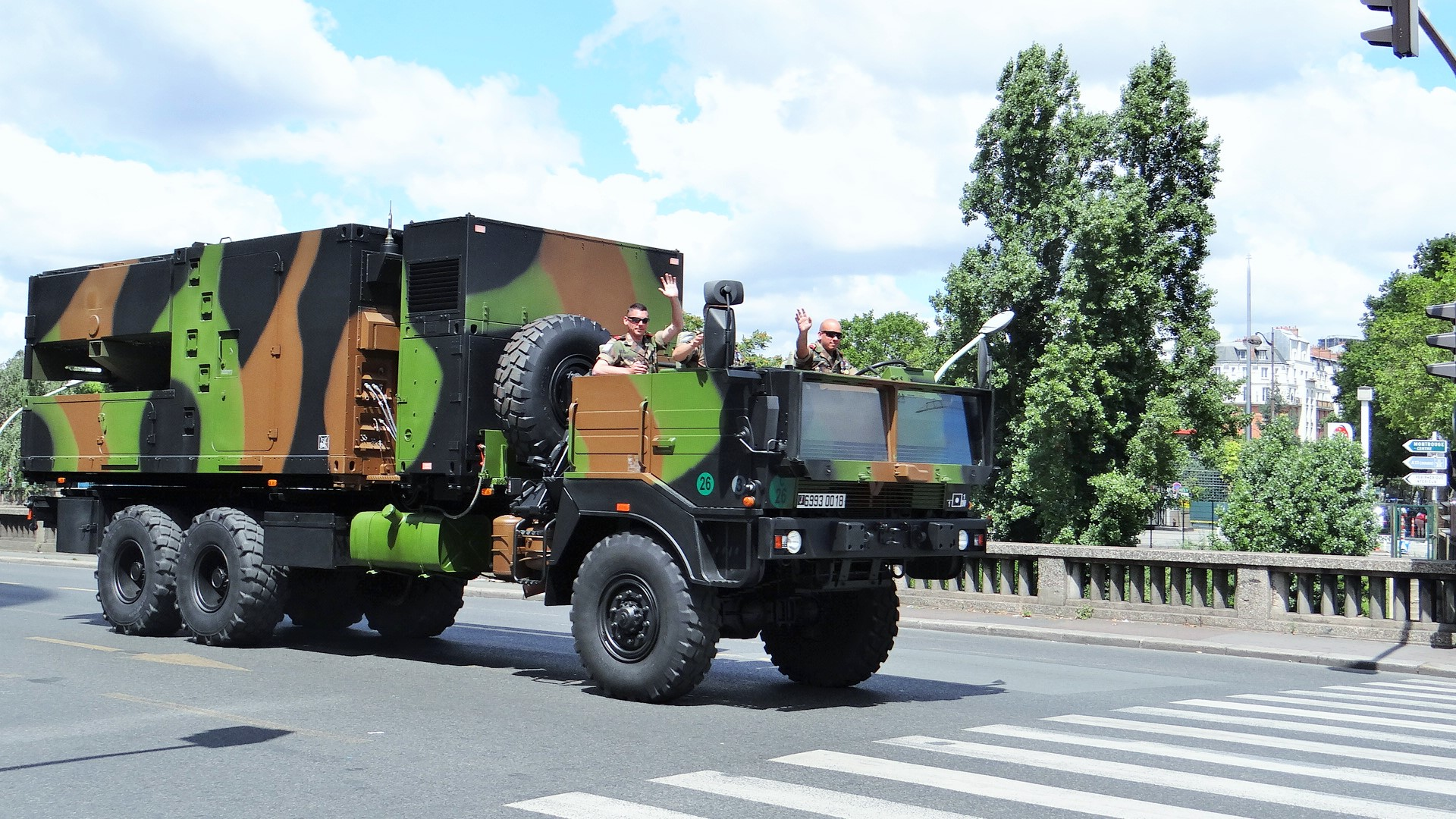
РЛС COBRA в вооружённых силах Франции
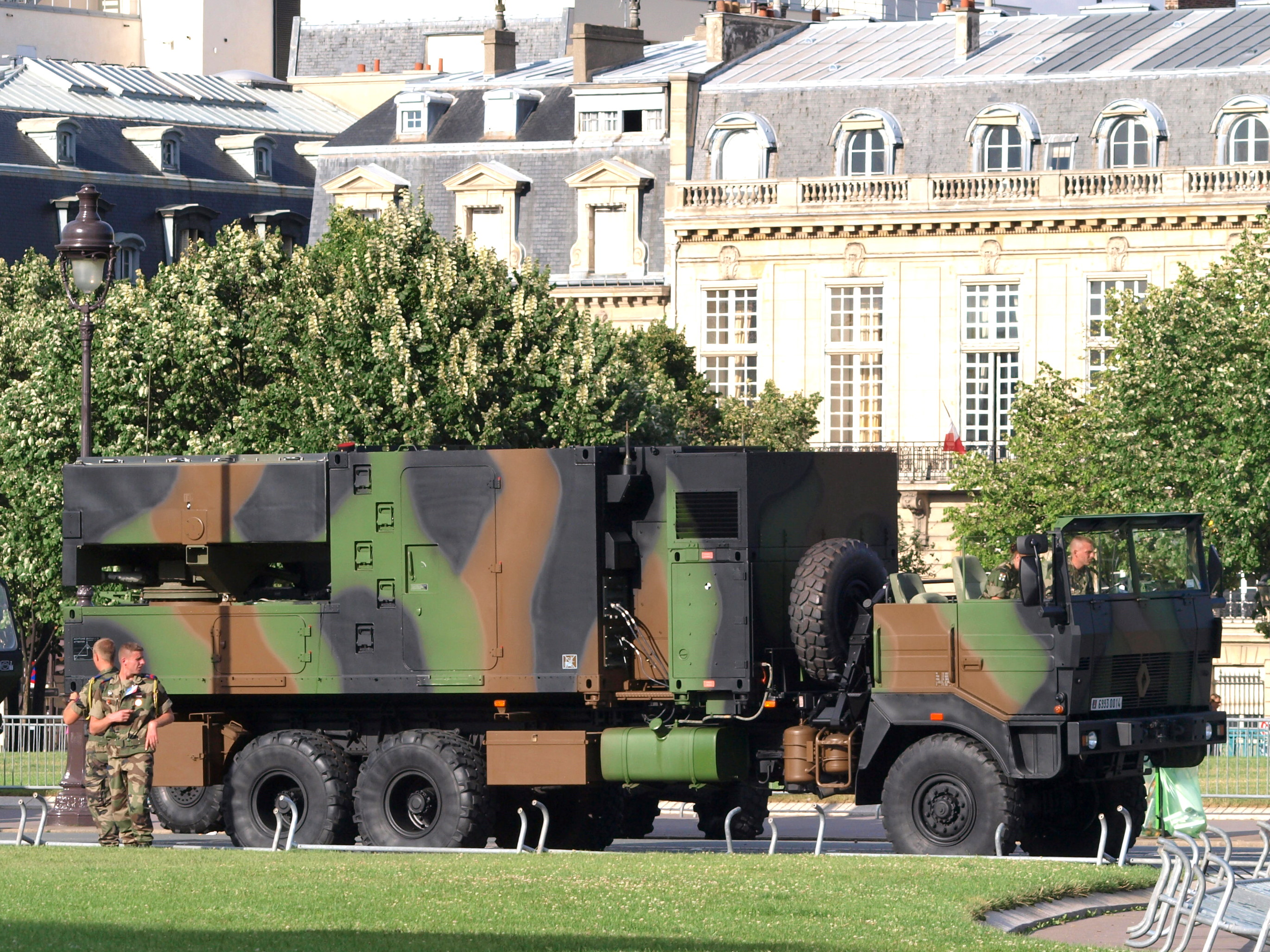
РЛС COBRA на шасси Рено (Франция)
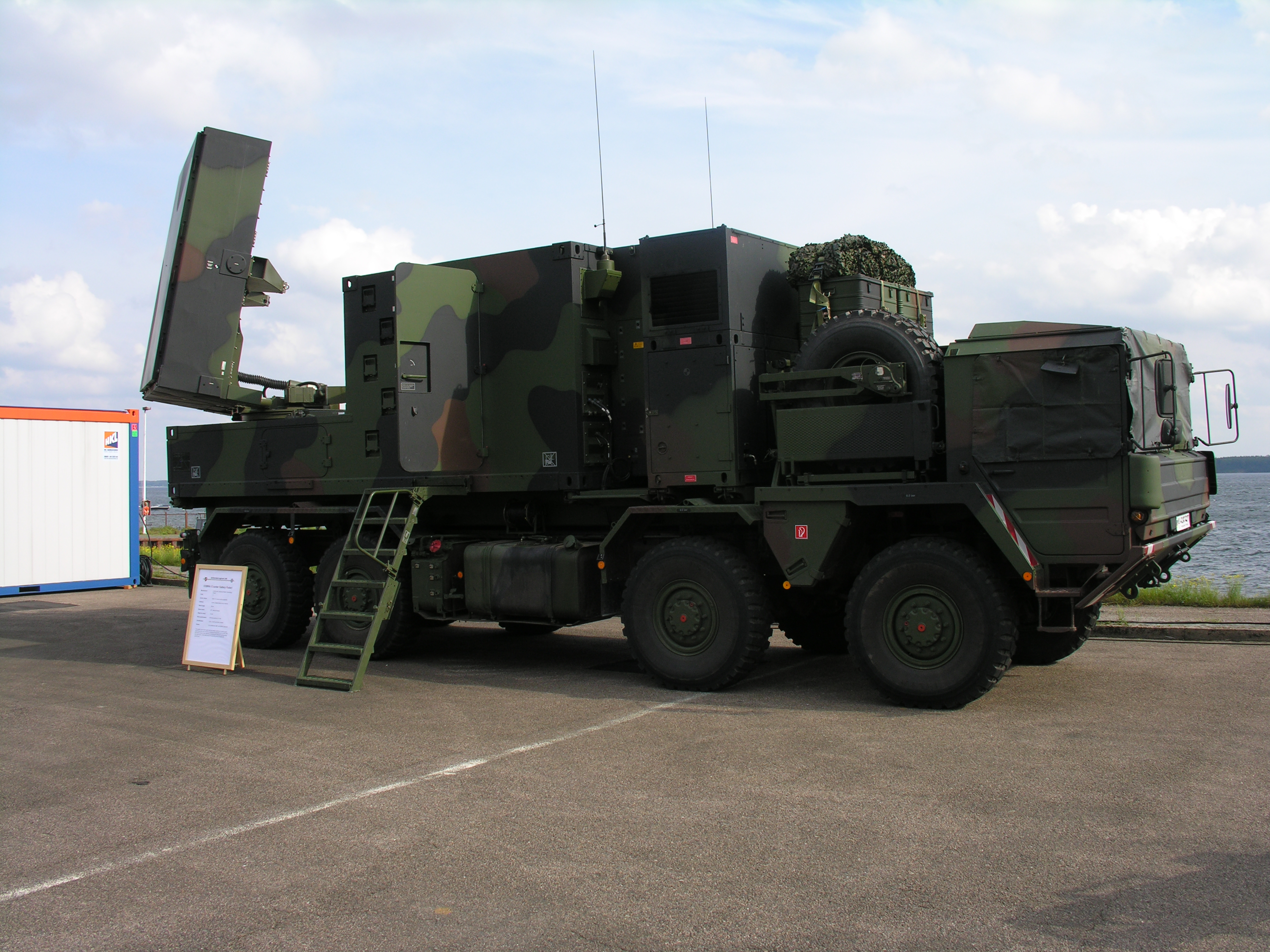
РЛС COBRA на выставке TechDemo'08[1], 2008 г.
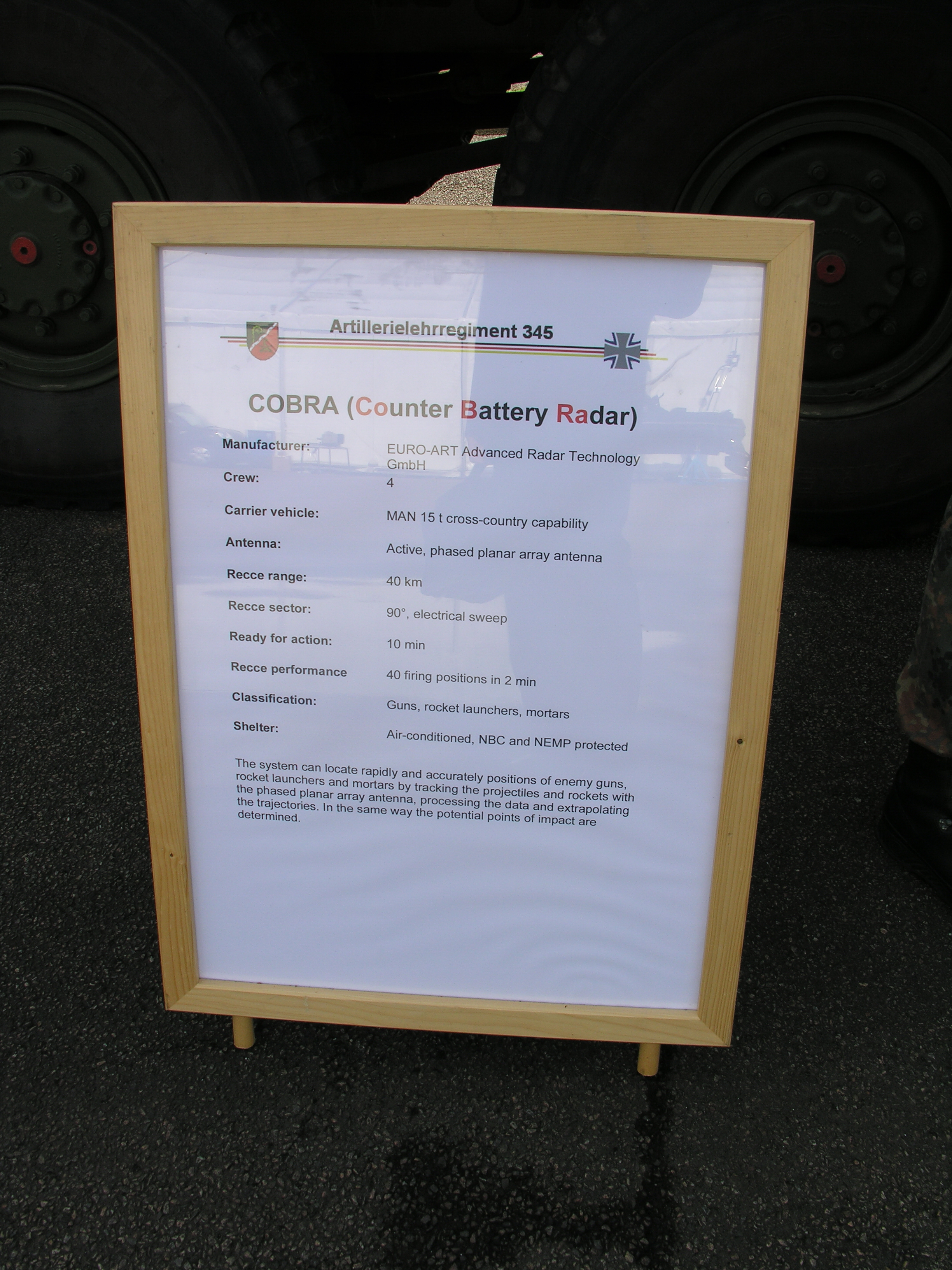
Характеристики РЛС COBRA
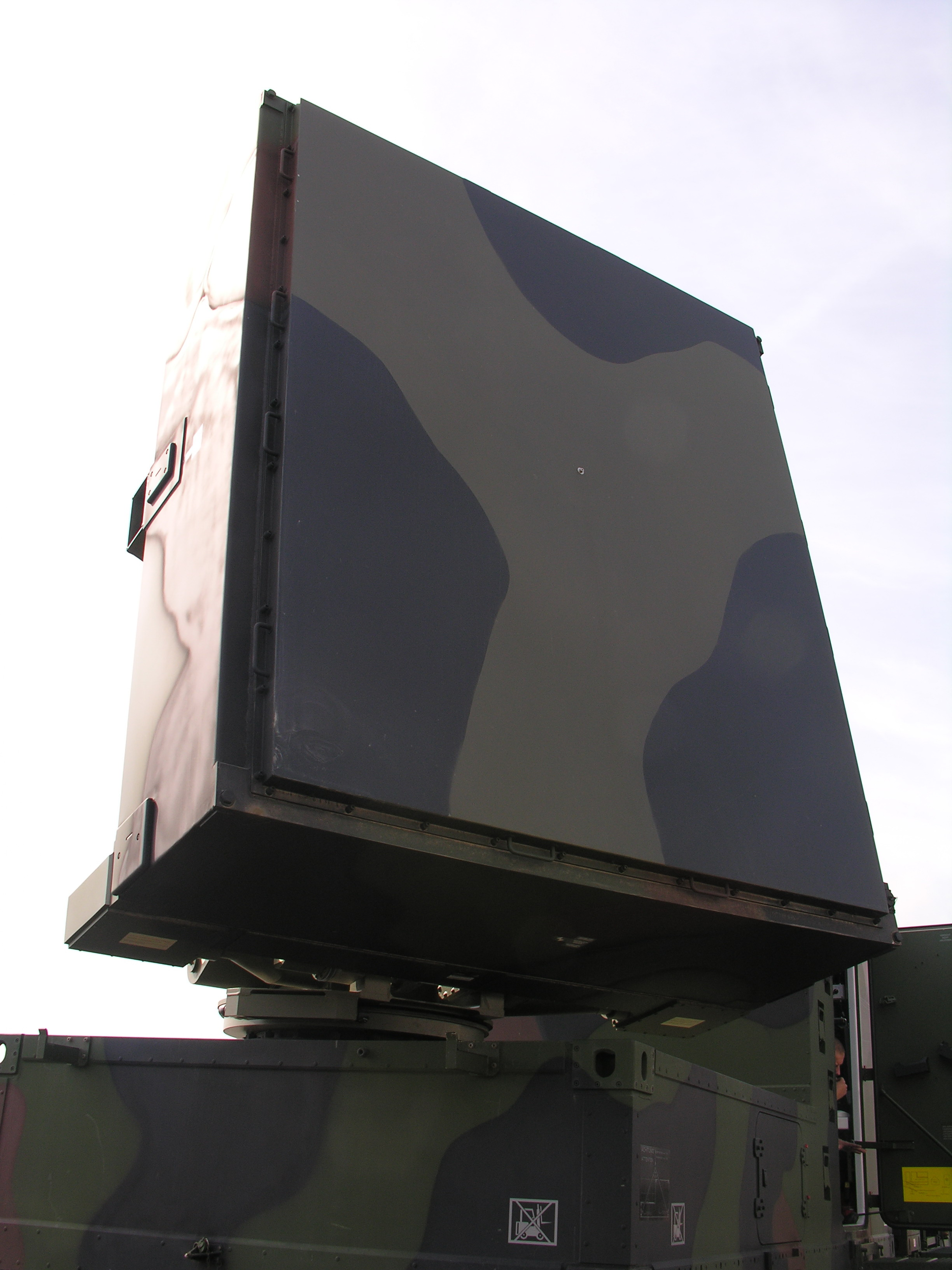
Фазированная антенная решётка РЛС COBRA
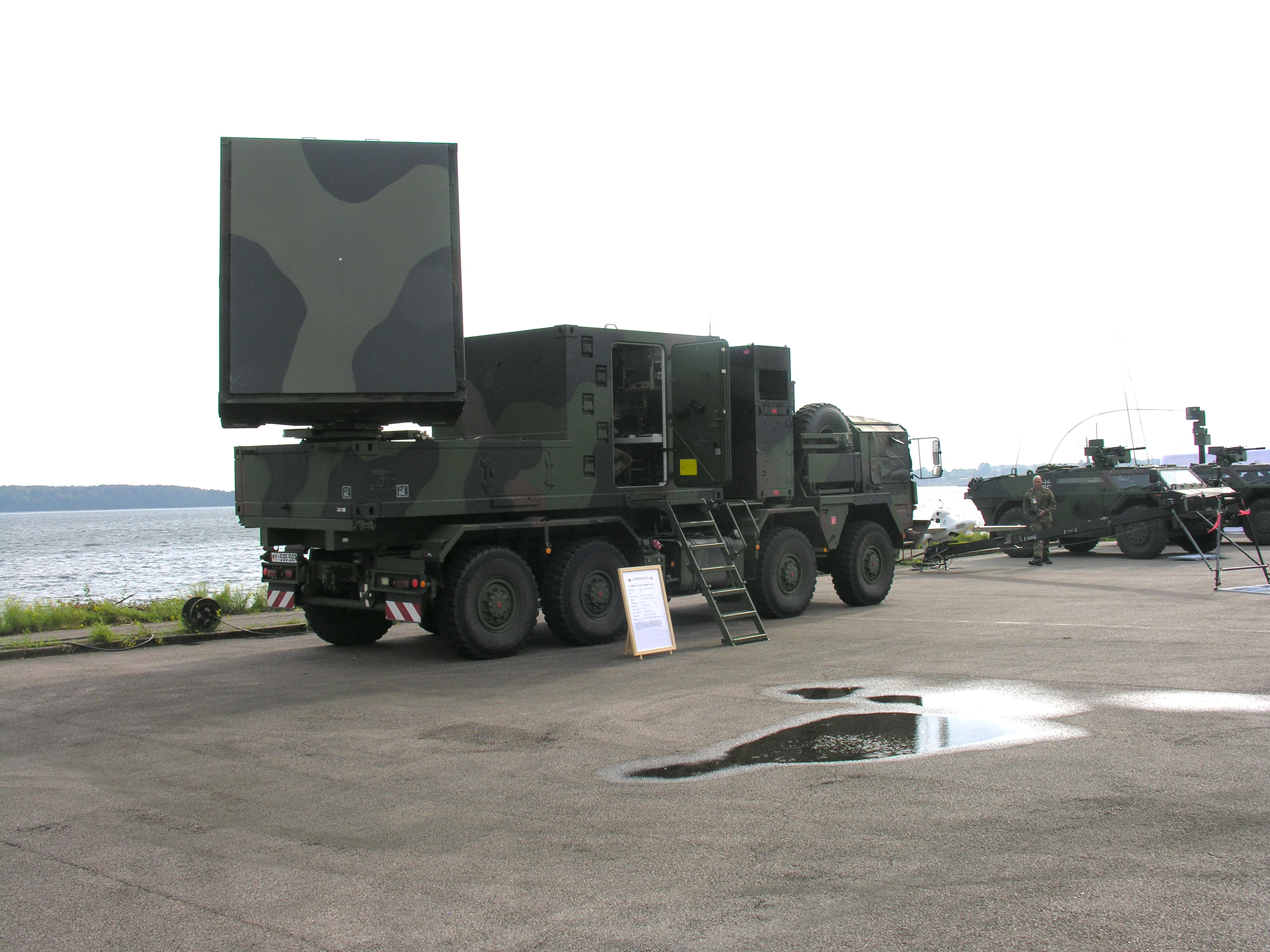
Операторы РЛС демонстрируют аппаратный отсек